# Linia kolejowa nr 779
Linia kolejowa nr 779 – pierwszorzędna, jednotorowa, niezelektryfikowana linia kolejowa znaczenia państwowego łącząca posterunki odgałęźne Studniska i Las.
Linia została w całości ujęta w sieci międzynarodowych linii transportu kombinowanego (AGTC) – linia kolejowa C59/1: Nowa Sól – Żagań – Węgliniec – Zgorzelec – Zawidów – Frýdlant.